# Wilhelm Busch
Wílhelm Busch (polno ime: Heinrich Christian Wilhelm Busch), * 15. april 1832, Wiedensahl, Nemška zveza, † 9. januar 1908, Mechtshausen, Nemško cesarstvo.
Busch je bil vpliven nemški šaljivi pesnik. Bil je tudi slikar in ilustrator. S svojimi ilustriranimi satiričnimi pesnitvami je bil med začetniki sodobnih slikanic. Širok krog bralcev, zlasti mlajših, ima njegova šaljiva zgodba v verzih »Max und Moritz«; na Slovenskem v različnih prevodih: »Cipek in Capek« (Sonja Sever, 1929), »Picko in Packo« (Svetlana Makarovič, 1980) in »Jošt in Jaka« (Ervin Fritz, 1991). Šaljiva zgodba o otroških norčijah »Picko in Packo« je uprizorjen tudi kot balet na glasbo Gilberta Naehterja in v koreografiji Torstena Händlerja, s krstno predstavo v Berlinu leta 1998, v Ljubljani pa v sezoni 2009/2009 